# Tyran à gorge rayée
Myiozetetes luteiventris
Espèce
Statut de conservation UICN

 LC  : Préoccupation mineure
Le Tyran à gorge rayée (Myiozetetes luteiventris), aussi appelé Tyran à bec court, est une espèce de passereau de la famille des Tyrannidae.

## Liste des sous-espèces
Selon la classification de référence du Congrès ornithologique international (version 10.2, 2020) :
- Myiozetetes luteiventris luteiventris (Sclater, PL, 1858) : dans une zone allant du sud-est de la Colombie au sud-est du Venezuela, au nord de la Bolivie et à l'ouest de l'Amazonie brésilienne ;
- Myiozetetes luteiventris septentrionalis Blake, 1961 : Suriname (district de Marowijne) et régions limitrophes du Brésil (Amapá)[1].